# Canet-de-Salars
Canet-de-Salars è un comune francese di 425 abitanti situato nel dipartimento dell'Aveyron nella regione dell'Occitania.

## Società

### Evoluzione demografica
Abitanti censiti